# Monkey Gone to Heaven
"Monkey Gone to Heaven" é uma canção da banda norte-americana de rock alternativo Pixies, e é a sétima faixa do seu álbum de 1989 Doolittle. A canção foi escrita pelo vocalista Black Francis e produzida por Gil Norton durante as sessões de gravação do álbum. "Monkey Gone to Heaven" foi lançada como primeiro single do Doolittle nos EUA e Reino Unido. Como a banda assinou pouco tempo antes com a Elektra Records, o single também significou o seu primeiro lançamento norte-americano com uma grande editora. A música ficou famosa por fazer alusões ao Número da besta, fazendo cair um terço da popularidade da banda. Pode ser considerada uma das primeiras canções grunge. O grupo foi uma das influências desse movimento.

## Accolades
| Publicação        | País | Título                                    | Ano  | Posição   |
| ----------------- | ---- | ----------------------------------------- | ---- | --------- |
| The Village Voice | EUA  | Single do Ano                             | 1989 | #24       |
| Rolling Stone     | EUA  | 500 Melhores Canções de Todos os Tempos   | 2004 | #410      |
| NME               | GBR  | 50 Maiores Hinos Indie de Todos os Tempos | 2007 | #35       |
| Robert Dimery     | EUA  | 1001 Songs You Must Hear Before You Die   | 2010 | sem ordem |
| NME               | GBR  | 500 Melhores Canções de Todos os Tempos   | 2014 | #197      |

## Posição nas paradas musicais
| Parada (1989)                                  | Melhor posição |
| ---------------------------------------------- | -------------- |
| Reino Unido (UK Singles Chart)                 | 60             |
| Estados Unidos (Billboard Alternative Airplay) | 5              |